# Argyria opposita
Argyria opposita là một loài bướm đêm trong họ Crambidae.